# Liste der Stolpersteine in Karlovac
Die Liste der Stolpersteine in Karlovac enthält die Stolpersteine, die vom Künstler Gunter Demnig in der kroatischen Stadt Karlovac verlegt wurden. Stolpersteine erinnern an das Schicksal der Menschen, die von den Nationalsozialisten ermordet, deportiert, vertrieben oder in den Suizid getrieben wurden. Stolpersteine liegen im Regelfall vor dem letzten selbstgewählten Wohnsitz des Opfers. Der Name der Stolpersteine lautet auf Kroatisch Kamen spoticanja.
Die ersten Stolperstein-Verlegungen in dieser Stadt erfolgten am 12. April 2024.

## Verlegte Stolpersteine
In Karlovac wurden drei Stolpersteine an drei Adressen verlegt.
| Stolperstein | Übersetzung                                                                             | Verlegort                          | Name, Leben                |
| ------------ | --------------------------------------------------------------------------------------- | ---------------------------------- | -------------------------- |
|              | HIER LEBTE IVO GOLDSTEIN GEB. 1900 VERHAFTET 13.4.1941 DEPORTIERT JADOVNO ERMORDET 1941 | Trg bana Petra Zrinskog 9 Karlovac | Ivo Goldstein (1900–1941)  |
|              | HIER LEBTE DAVID MEISEL GEB. 1885 VERHAFTET 13.4.1941 DEPORTIERT JADOVNO ERMORDET 1941  | Vladimira Nazora 2 Karlovac        | Davida Meisela (1885–1941) |
|              | HIER WOHNTE FILIP REINER GEB. 1904 VERHAFTET 13.4.1941 DEPORTIERT BANJICA ERMORDET 1943 | Augusta Cesarca 3 Karlovac         | Filip Reiner (1904–1943)   |

## Verlegedatum
- 12. April 2024